# Јефрем Исајловић
Јефрем Исајловић  (XVIII век  — XIX век) био је српски сликар и иконописац из Ирига.

## Биографија
Јефрем Исајловић је наслика богато резбарени иконостас 1793-1800. у манастиру Старо Хопово. У цркви светог Николе у Нерадину насликао је неколико целивајућих празничних икона малог формата (1778).